# Mergui
|  | Per a altres significats, vegeu «Mergui (desambiguació)». |

Mergui o Myeik (birmà ၿမိတ္) és una ciutat de Birmània, a la divisió de Tanintharyi (Tenasserim) de Myanmar, al centre de la divisió i capital del districte de Mergui o Myeik que inclou l'arxipèlag de Mergui a la mar d'Andaman, i del township de Myeik. La ciutat té uns 200.000 habitants. Compta amb la Universitat de Myeik. També disposa d'aeroport (codi IATA: MGZ; codi ICAO: VYME). El nom Mergui derivava segurament del birmà Mrit (pronunciat Beik) que els tailandesos pronunciaven com Marit. No obstant no s'ha trobat explicació a l'aparició de "gui" després de "mer".

## Història
Fins al segle xviii Mergui pertanyé al regne d'Ayuthia o Ayuthya (Siam); els europeus hi tenien factories comercials com a punt estratègic, ja que podien remuntar el riu cap a Tenasserim i creuar després les muntanyes fins a Ayuthia (Ayutthaya). El juliol de 1687 hi va haver una revolta contra els anglesos i el francès Chevalier de Beauregard fou nomenat governador de la ciutat pel rei de Siam, Narai, al lloc de l'anglès Samuel White. Després de la revolució siamesa del 1688 els francesos van ser foragitats de Mergui i Siam.
Va passar a Birmània el 1759 i el 1826 va ser ocupada pels britànics en la primera Guerra Anglo-birmana. La regió està habitada per birmans, xinesos, karens, mons, indis, thais i salones o mokens (coneguts com a gitanos de la mar); la llengua birmana que s'hi parla té un accent peculiar. La municipalitat es va formar el 1887.
Des de 1948, amb la independència birmana, va operar a la regió un actiu grup del Partit Comunista de Birmània que el 1995 va esdevenir el Front Unit de Myeik-Dwei.

## Nota
1. ↑  John Anderson, "English intercourse with Siam in the seventeenth century", 2000, pàgina 365, a []